# بيتيت ريفري ساينت فرانكويس (كيبك)
بيتيت ريفري ساينت فرانكويس (بالإنجليزية: Petite-Rivière-Saint-François)‏ هي بلدية محلية في كيبيك تقع في كندا في بلدية مقاطعة شارليفوا الإقليمية ‏. يقدر عدد سكانها بـ 744 نسمة ومساحتها 150.20 كم2 .

## أعلام
- جوزيف دوفور